# Communauté de communes Haute Sarthe Alpes Mancelles
Die Communauté de communes Haute Sarthe Alpes Mancelles ist ein französischer Gemeindeverband mit der Rechtsform einer Communauté de communes im Département Sarthe in der Region Pays de la Loire. Sie wurde am 14. Dezember 2016 gegründet und umfasst aktuell 38 Gemeinden. Der Verwaltungssitz befindet sich im Ort Fresnay-sur-Sarthe.

## Historische Entwicklung
Der Gemeindeverband entstand mit Wirkung vom 1. Januar 2017 durch die Fusion der Vorgängerorganisationen
- Communauté de communes des Alpes Mancelles,
- Communauté de communes du Pays Belmontais und
- Communauté de communes des Portes du Maine Normand.

Mit Wirkung vom 1. Januar 2019 gingen die ehemaligen Gemeinden Fresnay-sur-Sarthe, Coulombiers und Saint-Germain-sur-Sarthe in die Commune nouvelle Fresnay-sur-Sarthe auf. Dadurch verringerte sich die Anzahl der Mitgliedsgemeinden auf 38.

## Mitgliedsgemeinden
| Gemeinde                                            | Einwohner 1. Januar 2022 | Fläche km² | Dichte Einw./km² | Code INSEE | Postleitzahl |
| --------------------------------------------------- | ------------------------ | ---------- | ---------------- | ---------- | ------------ |
| Ancinnes                                            | 917                      | 27,21      | 34               | 72005      | 72610        |
| Assé-le-Boisne                                      | 898                      | 28,39      | 32               | 72011      | 72130        |
| Assé-le-Riboul                                      | 478                      | 16,77      | 29               | 72012      | 72170        |
| Beaumont-sur-Sarthe                                 | 1.974                    | 6,64       | 297              | 72029      | 72170        |
| Bérus                                               | 434                      | 6,73       | 64               | 72034      | 72610        |
| Béthon                                              | 306                      | 3,85       | 79               | 72036      | 72610        |
| Bourg-le-Roi                                        | 335                      | 0,36       | 931              | 72043      | 72610        |
| Chérancé                                            | 353                      | 10,38      | 34               | 72078      | 72170        |
| Chérisay                                            | 308                      | 7,99       | 39               | 72079      | 72610        |
| Doucelles                                           | 225                      | 4,48       | 50               | 72120      | 72170        |
| Douillet                                            | 318                      | 18,99      | 17               | 72121      | 72590        |
| Fresnay-sur-Sarthe                                  | 2.909                    | 29,20      | 100              | 72138      | 72130        |
| Fyé                                                 | 995                      | 16,31      | 61               | 72139      | 72610        |
| Gesnes-le-Gandelin                                  | 889                      | 12,88      | 69               | 72141      | 72130        |
| Grandchamp                                          | 141                      | 5,38       | 26               | 72142      | 72610        |
| Juillé                                              | 412                      | 5,72       | 72               | 72152      | 72170        |
| Le Tronchet                                         | 169                      | 3,89       | 43               | 72362      | 72170        |
| Livet-en-Saosnois                                   | 65                       | 1,60       | 41               | 72164      | 72610        |
| Maresché                                            | 879                      | 15,01      | 59               | 72186      | 72170        |
| Moitron-sur-Sarthe                                  | 266                      | 10,32      | 26               | 72199      | 72170        |
| Montreuil-le-Chétif                                 | 313                      | 14,64      | 21               | 72209      | 72130        |
| Moulins-le-Carbonnel                                | 697                      | 16,31      | 43               | 72212      | 72130        |
| Oisseau-le-Petit                                    | 671                      | 8,60       | 78               | 72225      | 72610        |
| Piacé                                               | 373                      | 10,12      | 37               | 72235      | 72170        |
| Rouessé-Fontaine                                    | 263                      | 12,48      | 21               | 72254      | 72610        |
| Saint-Aubin-de-Locquenay                            | 764                      | 17,31      | 44               | 72266      | 72130        |
| Saint-Christophe-du-Jambet                          | 231                      | 11,24      | 21               | 72273      | 72170        |
| Saint-Georges-le-Gaultier                           | 519                      | 23,36      | 22               | 72282      | 72590        |
| Saint-Léonard-des-Bois                              | 474                      | 27,12      | 17               | 72294      | 72590        |
| Saint-Marceau                                       | 536                      | 8,91       | 60               | 72297      | 72170        |
| Saint-Ouen-de-Mimbré                                | 914                      | 10,63      | 86               | 72305      | 72130        |
| Saint-Paul-le-Gaultier                              | 276                      | 15,15      | 18               | 72309      | 72590        |
| Saint-Victeur                                       | 438                      | 7,06       | 62               | 72323      | 72130        |
| Ségrie                                              | 599                      | 21,99      | 27               | 72332      | 72170        |
| Sougé-le-Ganelon                                    | 832                      | 18,11      | 46               | 72337      | 72130        |
| Thoiré-sous-Contensor                               | 119                      | 5,99       | 20               | 72355      | 72610        |
| Vernie                                              | 339                      | 9,90       | 34               | 72370      | 72170        |
| Vivoin                                              | 899                      | 18,26      | 49               | 72380      | 72170        |
| Communauté de communes Haute Sarthe Alpes Mancelles | 22.528                   | 489,28     | 46               | –          | –            |